# مدينة لندن
مدينة لندن، والتي يشار إليها على نطاق واسع باسم المدينة، هي مدينة، مقاطعات إنجلترا الاحتفالية ومنطقة الحكومة المحلية ، ويشار إليها. بواسطة أحياء إنجلترا ‏. باعتبارها مدينة ومقاطعة مدينة لندن لتمييزه على هذا النحو في خرائطهم وفي مجموعات البيانات الخاصة بهم. الذي يحتوي على المركز القديم، ويشكل، إلى جانب كناري وارف، منطقة الأعمال المركزية (CBD) الرئيسية في لندن وواحدة من المراكز المالية الرائدة في العالم. شكلت معظم لندن منذ استيطان الرومان في القرن الأول الميلادي إلى العصور الوسطى، ولكن المنطقة الحديثة المشار إليها باسم لندن نمت منذ ذلك الحين إلى ما هو أبعد من حدود مدينة لندن. أصبحت المدينة الآن جزء صغير من مدينة لندن الكبرى، على الرغم من أنها لا تزال جزء بارز من وسط لندن. مدينة لندن ليست واحدة من أحياء لندن، وهي حالة محفوظة للمقاطعات الـ 32 الأخرى (بما في ذلك المدينة الأخرى الوحيدة في لندن الكبرى، مدينة وستمنستر). وهي أيضا مقاطعة احتفالية منفصلة، كونها جيب داخلي محاط بلندن الكبرى، وهي أصغر مقاطعة احتفالية في إنجلترا.
تُعرف مدينة لندن بالعامية باسم سكوير مايل Square Mile، حيث إنها 1.12 ميل2 (716.80 أكر؛ 2.90 كـم2) في المنطقة. غالبًا ما يتم استخدام مصطلحي "المدينة" و"سكوير مايل" على شكل كناية للصناعات التجارية والخدمات المالية في المملكة المتحدة، والتي تواصل تاريخ ملحوظ من كونها تعتمد إلى حد كبير في المدينة. الاسم لندن يُستخدم الآن عادةً لمنطقة أوسع بكثير من مجرد المدينة. تشير كلمة "لندن" في أغلب الأحيان إلى مدينة لندن المترامية الأطراف، أو 32 منطقة في لندن الكبرى، بالإضافة إلى مدينة لندن نفسها.
تعتبر السلطة المحلية للمدينة، وهي مؤسسة مدينة لندن، فريدة من نوعها في المملكة المتحدة ولديها بعض المسؤوليات غير العادية بالنسبة للمجلس المحلي، مثل كونها سلطة الشرطة. كما أنه من غير المعتاد أن يكون لديه مسؤوليات وملكيات خارج حدوده، على سبيل المثال. هامبستيد هيث. يرأس الشركة اللورد عمدة مدينة لندن (مكتب منفصل عن المكتب وأقدم منه بكثير)، عمدة لندن). أصبح العمدة، اعتبارًا من نوفمبر 2023، هو مايكل ماينيلي. تتكون المدينة من 25 جناحًا، وتقع إدارتها في Guildhall. تشمل المواقع التاريخية الأخرى كاتدرائية القديس بولس، رويال إكستشينج، مانشن هاوس، أولد بيلي، وسوق سميثفيلد. على الرغم من أنه ليس داخل المدينة، إلا أن برج لندن المجاور، والذي تم بناؤه للسيطرة على المدينة، يعد جزءًا من محيطها الدفاعي القديم. تتحمل المدينة مسؤولية خمسة جسور بصفتها وصيًا على Bridge House Estates: جسر بلاكفرايرز، جسر الألفية، جسر ساوثوارك، جسر لندن وجسر البرج.
تعد المدينة مركز تجاري ومالي رئيسي، مع كل من بنك إنجلترا وبورصة لندن القائمين في المدينة. طوال القرن التاسع عشر، كانت المدينة مركز الأعمال الرئيسي في العالم، ولا تزال نقطة التقاء رئيسية للشركات. جاءت لندن في المرتبة الثانية (بعد نيويورك) في مؤشر المراكز المالية العالمية، الصادر عام 2022. وتقع صناعة التأمين في الجانب الشرقي من المدينة، حول مبنى لويدز. منذ الثمانينيات تقريبًا، توجد منطقة مالية ثانوية خارج المدينة، في كناري وارف، 2.5 ميل (4 كـم) إلى الشرق. تشكل مهنة المحاماة عنصر رئيسي في الجانبين الشمالي والغربي للمدينة، وخاصة في مناطق تيبل وتشانسيري لين حيث تقع نزل المحكمة، من أيهما —الهيكل الداخلي ‏ والهيكل الأوسط — يقعان داخل حدود مدينة لندن.

## الحكومة

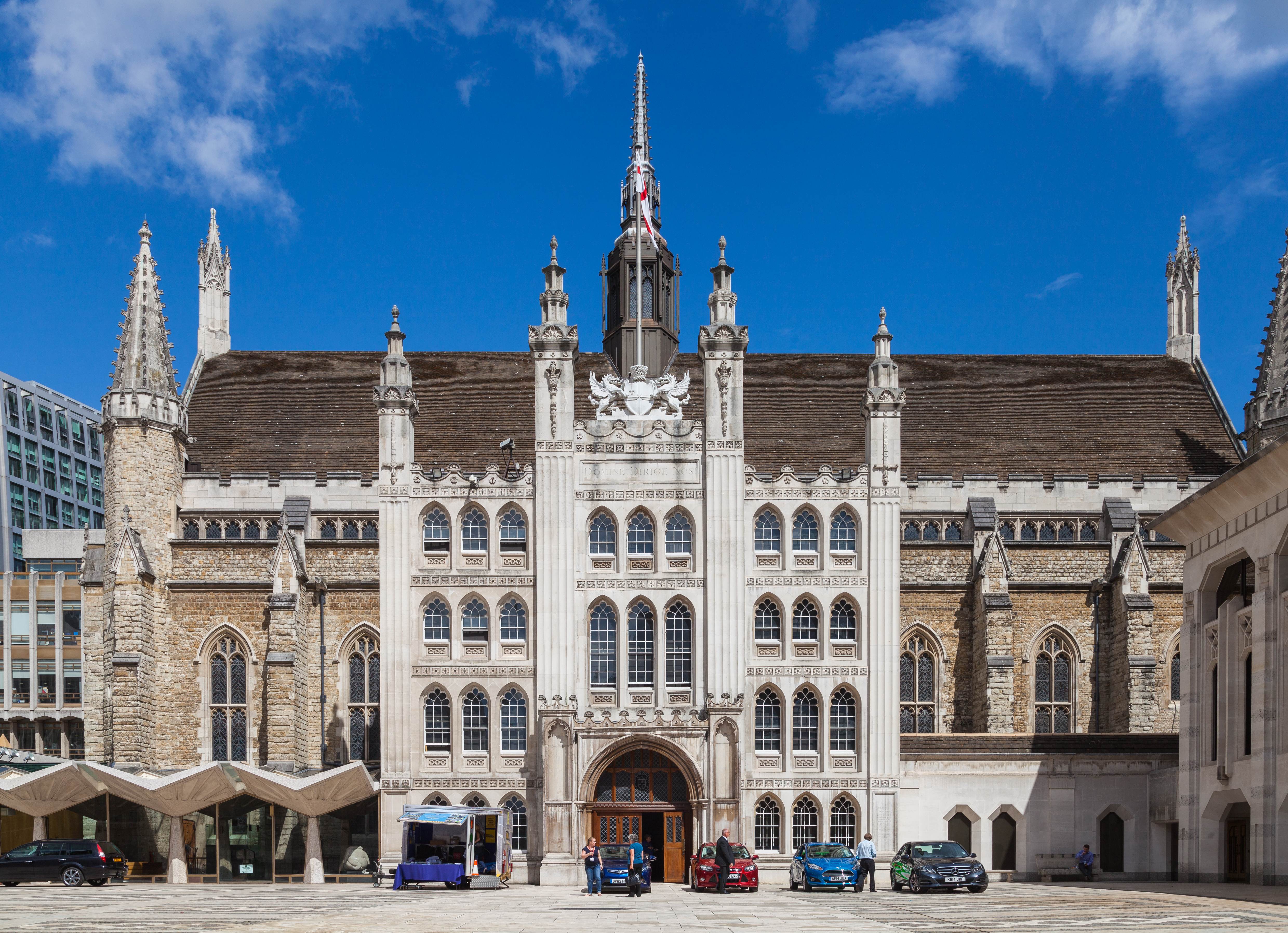
Guildhall هو المركز الاحتفالي والإداري للمدينة.

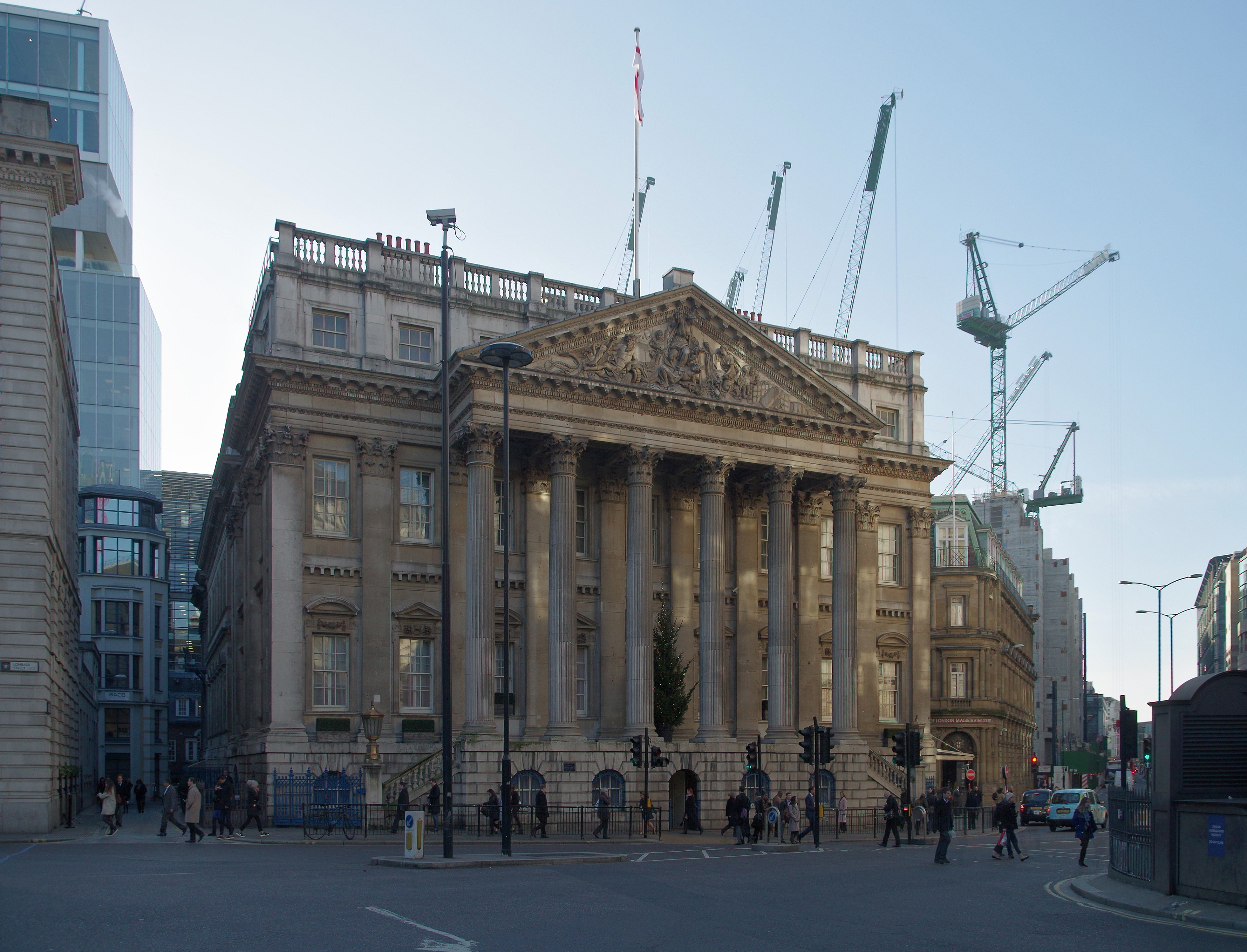
مانسون هاوس هو المقر الرسمي للورد مايور.

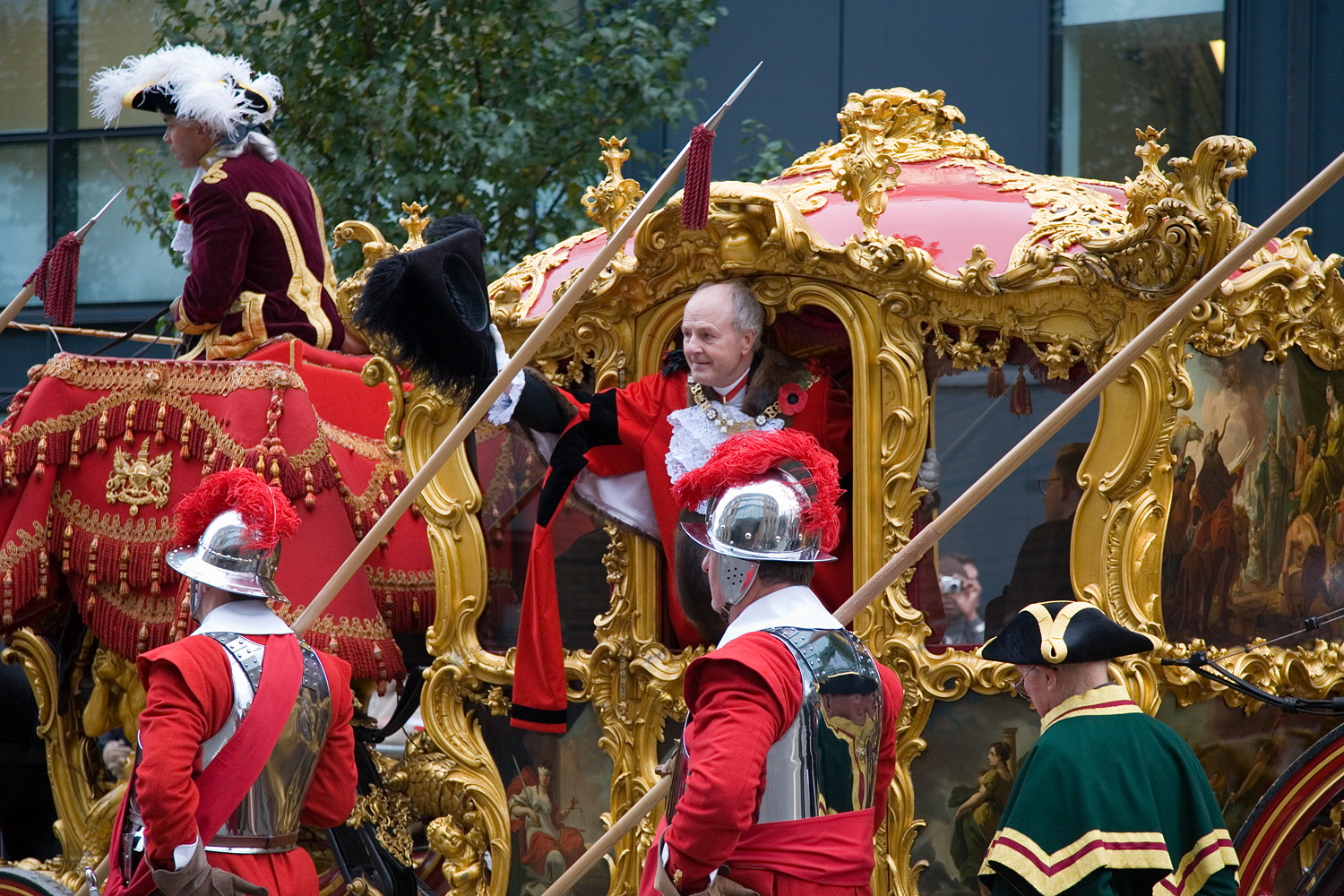
جون ستوتارد، عمدة مدينة لندن 2006-2007، خلال عرض اللورد مايور لعام 2006

تتمتع المدينة بوضع سياسي فريد من نوعه، وإرث من سلامتها المتواصلة كمدينة مؤسسية منذ الفترة الأنجلوسكسونية وعلاقتها الفريدة مع التاج البريطاني. تاريخيًا، لم يكن نظام الحكم فيها غير عادي، ولكن لم يتم إصلاحه بموجب قانون الشركات البلدية 1835 ولم يتغير كثيرًا من خلال الإصلاحات اللاحقة، لذا فهي الحكومة المحلية الوحيدة في المملكة المتحدة حيث لا يتم إجراء الانتخابات على أساس صوت واحد لكل مواطن بالغ.
تدار من قبل مؤسسة مدينة لندن، برئاسة اللورد عمدة لندن (يجب عدم الخلط بينه وبين عمدة لندن المنفصل، وهو مكتب تم إنشاؤه فقط في عام 2000)، وهي مسؤولة عن عدد من الوظائف ولها مصالح في الأراضي خارج حدود المدينة. على عكس السلطات المحلية الإنجليزية الأخرى، لدى الشركة هيئتان من المجالس: (الآن احتفالية إلى حد كبير) محكمة عضو مجلس محلي ومحكمة المجلس المشترك. تمثل محكمة عضو مجلس محلي الأقسام، حيث يعيد كل جناح (بغض النظر عن حجمه) عضو مجلس محلي واحد. يشغل الرئيس التنفيذي للمؤسسة المكتب القديم لكاتب مدينة لندن.
المدينة عبارة عن مقاطعة احتفالية بها لجنة ملازم يرأسها اللورد عمدة لندن بدلاً من الملازم اللورد ولها عمداء اثنين بدلاً من عمدة لندن الأعلى، ومكاتب شبه قضائية يتم تعيينها من قبل شركات الهيئة ‏ وهو نظام سياسي قديم يعتمد على تمثيل وحماية المهن (النقابة ). يُعرف كبار أعضاء شركات الزي باسم عمال الهيئة ويشكلون القاعة المشتركة، التي تختار عمدة المدينة والعمدة وبعض الضباط الآخرين.
المدينة هي مقاطعة احتفالية لديها لجنة ملازم يرأسها اللورد مايور بدلاً من اللورد الملازم ولها عمداء اثنين بدلاً من عمدة لندن الأعلى (انظر قائمة عمداء لندن)، ومكاتب شبه قضائية تعينها شركات الملابس، نظام سياسي قديم يقوم على تمثيل وحماية المهن (النقابات). يُعرف كبار أعضاء شركات الزي باسم Liveryman ويشكلون القاعة المشتركة، التي تختار عمدة المدينة والعمدة وبعض الضباط الآخرين.

### الاجنحة
تتكون المدينة من 25 جناح ‏. إنهم ناجون من النظام الحكومي في العصور الوسطى الذي سمح لمنطقة محلية للغاية بالوجود كوحدة تتمتع بالحكم الذاتي داخل المدينة الأوسع. يمكن وصفها بأنها انقسامات انتخابية/سياسية؛ الكيانات الاحتفالية والجغرافية والإدارية؛ الأقسام الفرعية للمدينة. يحتوي كل جناح على عضو مجلس بلدية ‏، والذي كان حتى منتصف الستينيات شغلوا مناصبهم مدى الحياة ولكن منذ ذلك الحين طرحوا أنفسهم لإعادة انتخابهم كل 6 سنوات على الأقل، وهم أعضاء المنتخبون مباشرة الوحيدون في المملكة المتحدة. لا تزال الدوائر تتمتع بشماس الكنيسة ‏، وهو منصب قديم أصبح الآن احتفاليًا إلى حد كبير وتتمثل وظيفته الرئيسية المتبقية في إدارة واردموت سنويًا للناخبين والممثلين والمسؤولين. في واردموت (عبارة عن اجتماع لسكان الحي، أو محكمة تعقد في الحي، لمحاكمة التقصير في الأمور المتعلقة بالمراقبة والشرطة وما شابه)، يعين عضو مجلس محلي للجناح نائبًا واحدًا على الأقل للعام المقبل، كما يتم تعيين واردموت أيضًا عقدت خلال الانتخابات. يحتوي كل حي أيضًا على نادي جناح، والذي يشبه جمعية المقيمين.

خريطة للاجنحة كما كانت في أواخر القرن التاسع عش

الاجنحة قديمة وقد تغير عددها ثلاث مرات منذ زمن بعيد:
- في عام 1394 تم تقسيم فارينغدون إلى فارينجدون داخل وفارينجدون بدون
- في عام 1550، تم إنشاء جناح الجسر بدون، جنوب النهر سودرك، وأصبح جناح الجسر هو الجسر الداخلي؛[21]
- في عام 1978، تم دمج أجنحة الجسر هذه لتصبح جناح بريدج.[22]

خريطة الاجنحة منذ عام 2003

بعد تغييرات الحدود في عام 1994، والإصلاح اللاحق لتصويت الأعمال في المدينة، كان هناك مراجعة كبيرة للحدود والتمثيل الانتخابي للأحياء في عام 2003، وتمت مراجعتها مرة أخرى في عام 2010 للتغيير في عام 2013، ولكن ليس إلى هذا الحد الدراماتيكي. تم إجراء المراجعة من قبل كبار المسؤولين في الشركة وكبار القضاة في Old Bailey؛ تتم مراجعة الاجنحة من خلال هذه العملية لتجنب سوء التخصيص malapportionment. تعتبر إجراءات المراجعة فريدة من نوعها في المملكة المتحدة حيث لا يتم إجراؤها من قبل اللجنة الانتخابية أو لجنة حدود حكومية محلية كل 8 - 12 عام، كما هو الحال بالنسبة لجميع wards in Great Britain ‏. ترتبط كنائس معينة وقاعات شركة الهيئة والمباني والهياكل التاريخية الأخرى بجناح، مثل كاتدرائية القديس بولس مع قلعة باينارد، وجسر لندن مع الجسر؛ أدت التغييرات الحدودية في عام 2003 إلى إزالة بعض هذه الروابط التاريخية.
ينتخب كل جناح عضو مجلس بلدية ‏ لمحكمة المجلس المحلي، والعامة (ما يعادل عضو مجلس بلدية ‏) في محكمة المجلس العام للمؤسسة. فقط الناخبين الذين هم Freemen of the City of London ‏ هم وحدهم المؤهلون للترشح. يتراوح عدد العوام الذين ترسلهم إحدى الدوائر إلى المجلس المشترك من اثنين إلى عشرة، اعتمادًا على عدد الناخبين في كل دائرة. منذ مراجعة عام 2003، تم الاتفاق على أن الأقسام السكنية الأربعة الإضافية: بورتسوكن، كوينهيث، ألدرسجيت وكريبلجيت تنتخب معًا 20 من 100 من عامة الناس، في حين أن رجال الأعمال- سيطر على الباقي وانتخب الثمانين من عامة الناس المتبقين. أدت التغييرات الحدودية في عامي 2003 و2013 إلى زيادة التركيز السكني على الأحياء الأربعة المذكورة.
توفر بيانات التعداد ثمانية أقسام اسمية بدلاً من 25 منطقة حقيقية، جميعها متفاوتة الحجم والسكان. كونها خاضعة لإعادة التسمية والتعريف في أي وقت، فإن "أحياء" التعداد هذه جديرة بالملاحظة حيث أن أربعة من الأحياء الثمانية تمثل 67٪ من "الميل المربع" وتضم 86٪ من السكان، وكانت هذه في الواقع مشابهة و سميت على اسم أربعة أقسام في مدينة لندن:
| جناح التعداد                              | % من مدينة لندن | السكن | % of built-upon land | % of built-upon land |
| جناح التعداد                              | % من مدينة لندن | السكن | التجاري              | السكني               |
| ----------------------------------------- | --------------- | ----- | -------------------- | -------------------- |
| Cripplegate (النصف الشرقي من حي باربيكان) | 10.0%           | 2,782 | 79%                  | 21%                  |
| ألدرسجيت (النصف الغربي من حي باربيكان)    | 4.5%            | 1,465 | 81%                  | 19%                  |
| فارينجدون بدون (والكثير من قلعة باينارد)  | 22.1%           | 1,099 | 90%                  | 10%                  |
| بورتسوكين (تتضمن مترو أنفاق ألدغيت)       | 6.6%            | 985   | 86%                  | 14%                  |

### الانتخابات
تتمتع المدينة بنظام انتخابي فريد من نوعه. معظم ناخبيها هم ممثلو الشركات والهيئات الأخرى التي تشغل مباني في المدينة. أجنحتها القديمة بها أعداد غير متكافئة من الناخبين. في الانتخابات، يصوت كل من الشركات الموجودة في المدينة وسكان المدينة.
لم يتم إصلاح مؤسسة مدينة لندن بموجب قانون المؤسسات البلدية لعام 1835، لأنها كانت تتمتع بامتياز انتخابي أكثر شمولاً من أي منطقة أو مدينة أخرى؛ في الواقع، قامت بتوسيع هذا الأمر بشكل أكبر من خلال تشريعاتها المكافئة التي تسمح للشخص بأن يصبح حر دون أن يكون liveryman. في عام 1801، كان عدد سكان المدينة حوالي 130 ألف نسمة، لكن التطوير المتزايد للمدينة باعتبارها منطقة تجارية مركزية أدى إلى انخفاض هذا العدد إلى أقل من 5000 بعد الحرب العالمية الثانية.[بحاجة لمصدر] وقد ارتفع قليلاً إلى حوالي 9000 منذ ذلك الحين، إلى حد كبير. بسبب تطوير منطقة باربيكان. عام 2009 بلغ عدد أصوات رجال الأعمال حوالي 24000 صوت، وهو ما يتجاوز بكثير الناخبين المقيمين. وبما أن مؤسسة مدينة لندن لم تتأثر بالتشريعات البلدية الأخرى خلال الفترة الزمنية منذ ذلك الحين، فقد أصبحت ممارساتها الانتخابية شاذة بشكل متزايد. بشكل فريد بالنسبة لانتخابات المدينة أو البلدة، تظل انتخاباتها خاضعة لسيطرة المستقلين.
تم إلغاء العمل أو "التصويت غير السكني" في انتخابات المجالس المحلية الأخرى في المملكة المتحدة بموجب قانون تمثيل الشعب لعام 1969، ولكن تم الحفاظ عليه في مدينة لندن. السبب الرئيسي الذي قدمته حكومات المملكة المتحدة المتعاقبة للاحتفاظ بهذه الآلية لمنح تمثيل الشركات، هو أن المدينة "في المقام الأول مكان لممارسة الأعمال التجارية". يشكل حوالي 330.000 من غير المقيمين السكان أثناء النهار ويستخدمون معظم خدماتها، وهو عدد يفوق عدد السكان بكثير، ويبلغ عددهم حوالي 7000 (2011). وعلى النقيض من ذلك، يرى معارضو الاحتفاظ بأصوات قطاع الأعمال أن هذا سبب للجمود المؤسسي.
قانون مدينة لندن (انتخابات الأحياء) لعام 2002، وهو قانون خاص صادر عن البرلمان، بإصلاح نظام التصويت وزاد الامتياز التجاري بشكل كبير، مما سمح بتمثيل المزيد من الشركات. وفي ظل النظام الجديد، تضاعف عدد الناخبين غير المقيمين من 16 إلى 32 ألف. ويحق للشركات (وغيرها من المنظمات) التي كانت محرومة من حقوق التصويت في السابق، ترشيح الناخبين، بالإضافة إلى الممثلين الممثلين بالفعل، والآن أصبحت كل هذه الهيئات مطالبة باختيار ناخبيها بطريقة تمثيلية. يجوز للهيئات التي توظف أقل من 10 أشخاص تعيين ناخب واحد؛ أولئك الذين يوظفون من 10 إلى 50 شخص، ناخب واحد لكل 5 موظفين؛ تلك التي توظف أكثر من 50 شخص (10 ناخبين وناخب واحد إضافي لكل 50 موظف بعد الخمسين الأوائل). كما غيّر القانون جوانب أخرى من قانون سابق يتعلق بالانتخابات في المدينة، اعتبارًا من عام 1957.

### المعبد

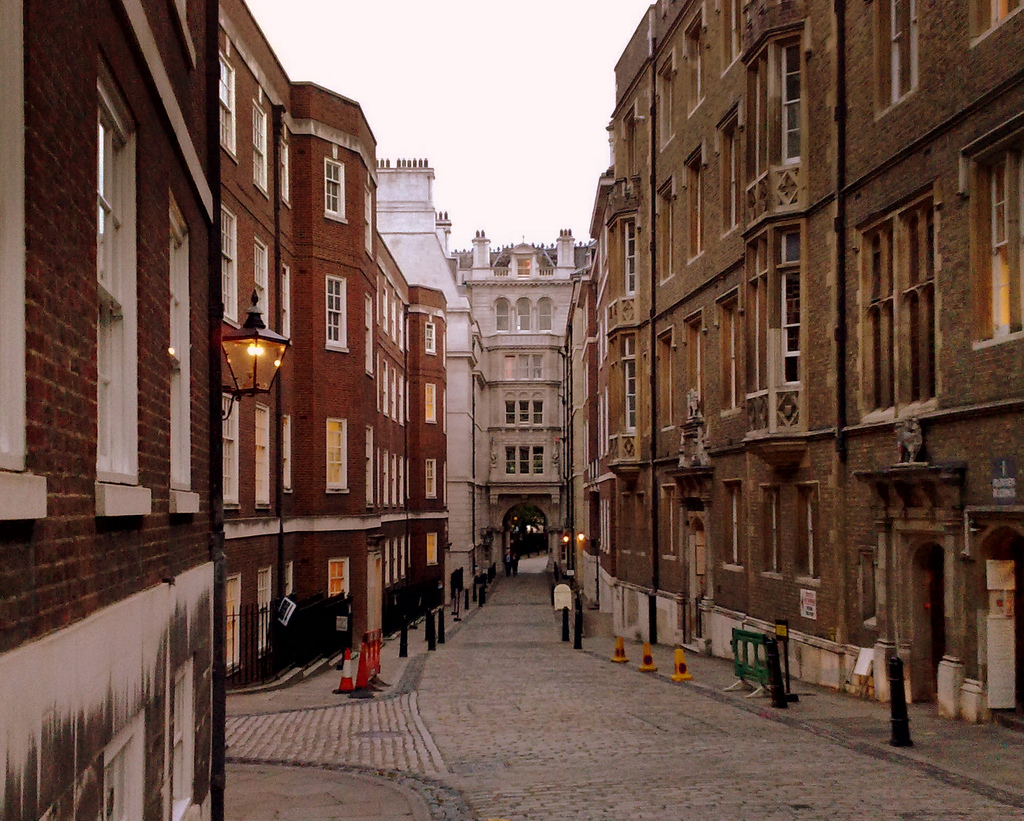
نظرة إلى أسفل شارع Middle Temple Lane؛ حيث تشغل غرف المحامين المباني.

الهيكل الداخلي ‏ والمعبد الأوسط (المجاوران لبعضهما البعض) في الجناح الغربي من فارينغدون بدون يقعان ضمن حدود وحريات المدينة، ولكن يمكن اعتبارهما مستقلين جيب س. وهما من القلائل المتبقية الحريات، وهو اسم قديم لتقسيم جغرافي ذي حقوق خاصة. إنها منطقة خارج نطاق ضيق الأفق extra-parochial areas ‏، لا تخضع تاريخيا لمؤسسة مدينة لندن (وتعتبر اليوم سلطات محلية لمعظم الأغراض) وخارج نطاق السلطة الكنسية لأسقف لندن.

### المهام الأخرى
داخل المدينة، تمتلك الشركة وتدير سوق سميثفيلد وسوق ليدنهال. تمتلك أراضي خارج حدودها، بما في ذلك المساحات المفتوحة (المتنزهات والغابات والمشاعات) في لندن الكبرى وما حولها، بما في ذلك معظم إيبينج فورست وهامبستيد هيث. تمتلك الشركة سوق سبيتال فيلدز القديم وسوق بيلينجسجيت للأسماك، في منطقة حي تاور هامليتس المجاورة. وهي تمتلك وتساعد في تمويل أولد بيلي، المحكمة الجنائية المركزية لـ إنجلترا وويلز، كهدية للأمة، بعد أن بدأت بجلسات المدينة وميدلسكس. الجمعية الأيرلندية الموقرة، وهي هيئة مرتبطة بشكل وثيق بالشركة، تمتلك أيضا العديد من الأماكن العامة في أيرلندا الشمالية.

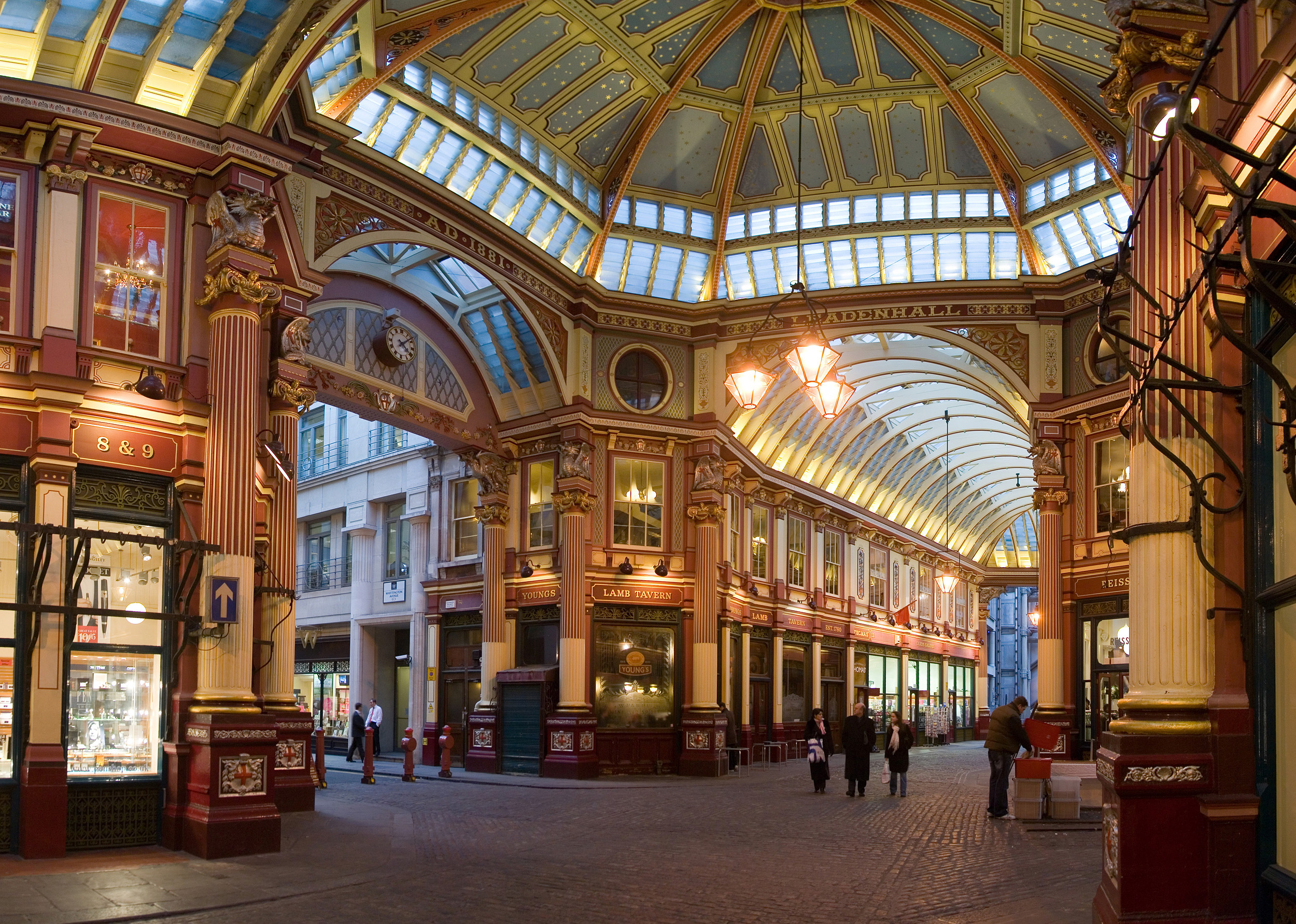
Leadenhall Market is a historic market nestled between Gracechurch Street and.

تمتلك المدينة قوة شرطة مستقلة خاصة بها، شرطة مدينة لندن — المجلس المشترك (الهيئة الرئيسية للمؤسسة) هو هيئة الشرطة. تدير الشركة أيضًا شرطة هامبستيد هيث، وحراس غابات إيبينج وشرطة سوق مدينة لندن (الذي لم يعد أعضاؤه موثقين كشرطيين ولكنهم يحتفظون باللقب التاريخي). تتم مراقبة غالبية مناطق لندن الكبرى من قبل خدمة شرطة العاصمة، ومقرها في نيو سكوتلاند يارد.
يوجد في المدينة مستشفى واحد، مستشفى سانت بارثولوميو، المعروف باسم "بارتس". تأسست عام 1123، وتقع في سميثفيلد، وتخضع لعملية تجديد طال انتظارها بعد الشكوك حول استمرار استخدامها خلال التسعينيات. المدينة هي ثالث أكبر راعي للفنون في المملكة المتحدة. وهي تشرف على مركز باربيكان وتدعم العديد من شركات الفنون المسرحية المهمة.
هيئة صحة ميناء لندن، والتي تقع على عاتق الشركة، مسؤولة عن جميع وظائف صحة الموانئ على جزء المد والجزر من نهر التايمز، بما في ذلك ميناء لندن والموانئ البحرية ذات الصلة، مطار لندن سيتي. تشرف المؤسسة على Bridge House Estates، والتي يحتفظ بجسر بلاكفرايرز، جسر الألفية، جسر ساوثوارك، وجسر لندن، وجسر البرج. يرفرف علم مدينة لندن فوق جسر البرج، على الرغم من عدم وجود أي قدم في المدينة.

### حدود المدينة

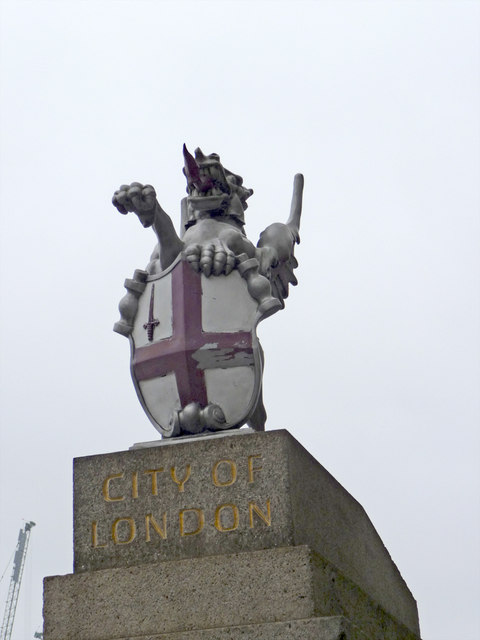
علامات حدود التنين قريبا من جسر لندن

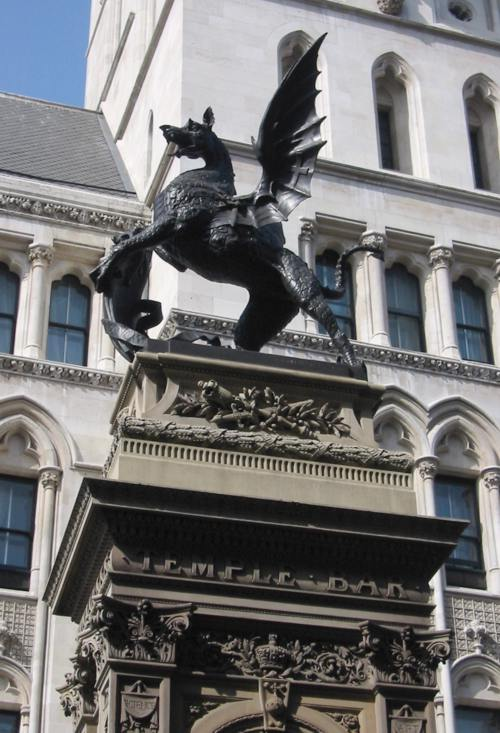
تمثال التنين على نصب الذي يمثل الحدود بين مدينة لندن ومدينة وستمنستر

كان حجم المدينة مقيد بجدار دفاعي يُعرف باسم جدار لندن، والذي بناه الرومان في أواخر القرن الثاني لحماية مدينتهم الساحلية الاستراتيجية. ومع ذلك، فإن حدود مدينة لندن لم تعد تتطابق مع سور المدينة القديمة، حيث وسعت المدينة نطاق اختصاصها بمرور الوقت. خلال حقبة العصور الوسطى، توسعت سلطة المدينة للغرب، عابرة الحدود الغربية التاريخية للمستوطنة الأصلية (أسطول النهر) على طول شارع فليت إلى تمبل بار. استحوذت المدينة أيضًا على "بارات المدينة" الأخرى التي كانت تقع خارج المنطقة المسورة القديمة مباشرةً، مثل هولبورن وألدرسجيت وويست سميثفيلد، بيشوبسجيت وألدجيت. كانت هذه المداخل المهمة للمدينة وكانت السيطرة عليها حيوية في الحفاظ على الامتيازات الخاصة للمدينة على بعض المهن.
اختفى معظم الجدار، ولكن لا تزال عدة أقسام مرئية. تم الكشف عن قسم بالقرب من متحف لندن بعد الدمار الذي خلفته غارة جوية في 29 ديسمبر 1940 في ذروة الهجوم الخاطف على لندن. توجد أقسام أخرى مرئية في St Alphage ‏، ويوجد قسمان بالقرب من برج لندن. تم إنشاء قناة الأسطول النهري بعد الحريق الكبير عام 1666 ثم تم سده على مراحل وأصبح منذ القرن الثامن عشر أحد "الأنهار أو الجداول المفقودة"، اليوم تحت الأرض باعتبارها هجرة العواصف.

### الأسلحة والشعار والعلم
حققت مؤسسة مدينة لندن إنجاز كامل من حيث المحامل الدرعية التي تتكون من درع تُعرض عليه الأذرع، وشعار معروض على الدفة فوق الدرع، وأنصار على كلا الجانبين، وشعار معروض على لفافة أسفل الذراعين.

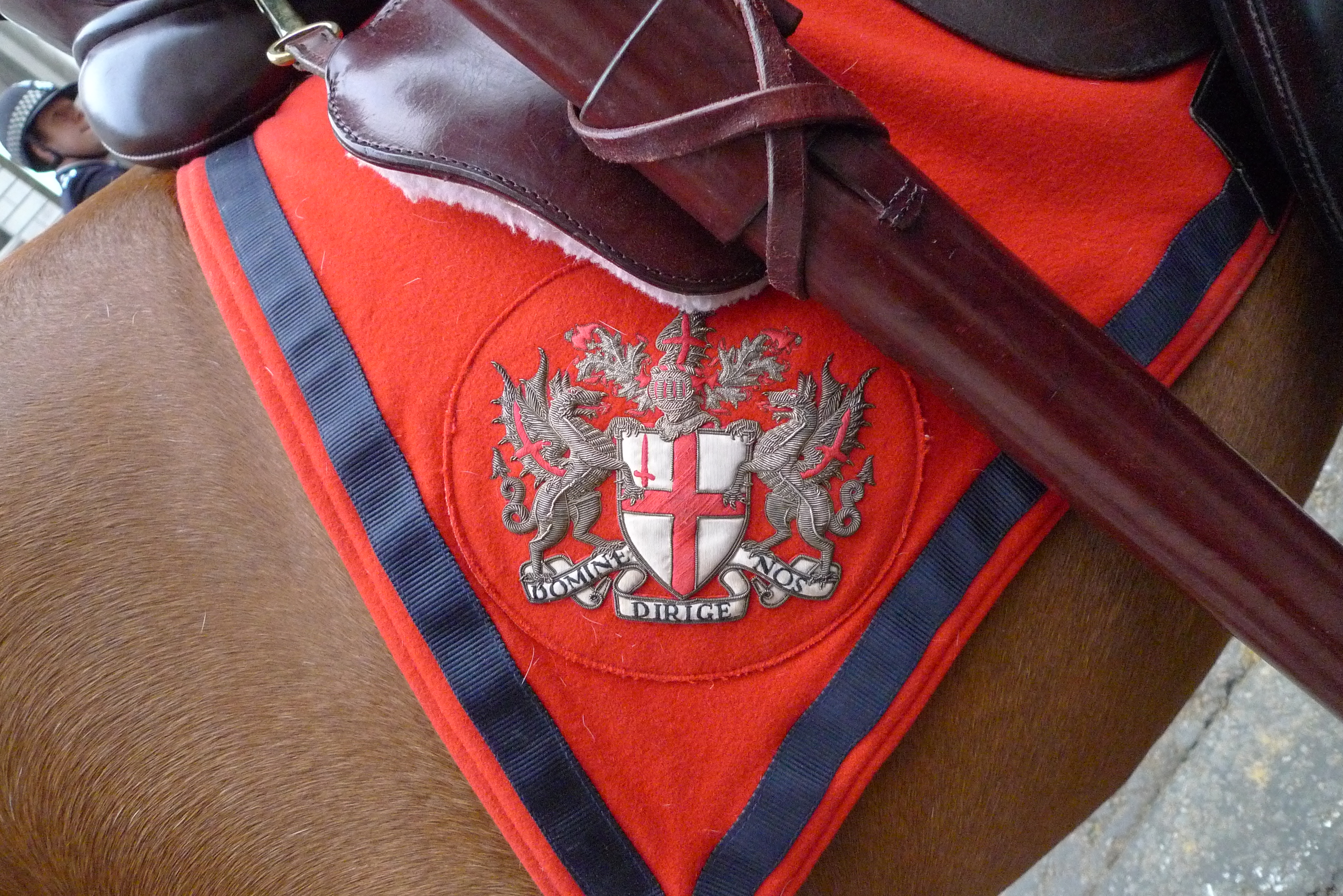
أذرع مدينة لندن على بطانية سرج، كما رأينا خارج محاكم العدل الملكية خلال عرض اللورد مايور، 2011

شعار النبالة هو "مسجل قديمًا" في كلية الأسلحة. تتكون الأذرع من درع فضي يحمل صليب أحمر مع سيف أحمر قائم في الربع الأول. الشعاد يجمع بين شعارات قديسي إنجلترا ولندن: صليب القديس جورج مع رمز استشهاد القديس بولس.
غالبًا ما يُفترض خطأً أن السيف لإحياء ذكرى مقتل زعيم ثورة الفلاحين (عام 1381)  وات تايلر على يد عمدة لندن ويليام والورث. ومع ذلك، كانت الأسلحة قيد الاستخدام قبل بضعة أشهر من وفاة تايلر، وقد يعود تاريخ تصوير خنجر والورث إلى أواخر القرن السابع عشر.
شعار لاتيني للمدينة هو "Domine dirige nos"، والذي يُترجم إلى "يا رب، وجهنا". يُعتقد أنه تم اعتماده في القرن السابع عشر، حيث أن أقدم تسجيل له كان في عام 1633. لافتة الأسلحة (التصميم الموجود على الدرع) تُرفع كعلم.

## جغرافيا المدينة
مدينة لندن هي أصغر مقاطعة احتفالية في إنجلترا من حيث المساحة والسكان، والرابعة من حيث الكثافة السكانية. من 326 مقاطعة إنجليزية، هي ثاني أصغر حسب عدد السكان، بعد جزر سيلي، وأصغر حسب عدد السكان، المقاطعات الإنجليزية حسب المنطقة. وهي أيضًا أصغر مدينة إنجليزية من حيث عدد السكان (وفي بريطانيا، مدينتان فقط في ويلز أصغر منهما)، و الأصغر في المملكة المتحدة حسب المنطقة.
يتراوح ارتفاع المدينة من مستوى سطح البحر عند نهر التايمز إلى 21.6 متر (71 قدم) عند تقاطع هاي هولبورن وتشانسري لين. الاثنان صغيران لكن التلال البارزة تقع داخل القلب التاريخي، لودجيت هيل إلى الغرب و كورنهيل إلى الشرق. بينهما كان يجري والبروك، أحد أنهار أو جداول لندن "المفقودة" (والآخر هو الأسطول).

### الحدود

الحدود الحديثة لمدينة لندن، والتي تظهر أحياء لندن المحيطة والحدود التي كانت قائمة قبل عام 1994 (حيث تم تغييرها) باللون الأحمر. المنطقة التي يغطيها والمعبد الاوسط مميزة باللون الأخضر.

بدءًا من الغرب، حيث تحد المدينة وستمنستر، تعبر الحدود جسر فيكتوريا من نهر التايمز، وتمر إلى الغرب من المعبد الأوسط، ثم تنعطف لمسافة قصيرة على طول ستراند وبالقرب من تمبل بار ثم شمالاً حتى تشانسري لين، حيث تحدها كامدن. يتجه إلى الشرق على طول هولبورن إلى سيرك هولبورن ثم يتجه شمالًا شرقًا إلى شارع تشارترهاوس. عندما يعبر طريق فارينجدون يصبح الحدود مع إيسلينجتون. يستمر إلى Aldersgate، ويتجه شمالًا، ويتجه شرقًا إلى بعض الشوارع الخلفية بعد فترة وجيزة من تحول Aldersgate إلى طريق جوسويل، منذ عام 1994 محتضنًا جميع عقارات Golden Lane التابعة للشركة. هنا، في شارع البلطيق الغربي، يقع أقصى الشمال. تشمل الحدود كل عقار باربيكان وتستمر شرقًا على طول شارع Ropemaker واستمرارها على الجانب الآخر من مورغيت، لتصبح South Place. يتجه شمالًا، ويصل إلى الحدود مع هاكني، ثم شرقًا وشمالًا وشرقًا في الشوارع الخلفية، حيث يشكل شارع العبادة حدودًا شمالية، بحيث تشمل ملكية برودجيت. ثم تنعطف الحدود جنوبًا عند نورتون فولجيت وتصبح الحدود مع حي تاور هامليتس. يستمر جنوبًا إلى بيشوبس جيت ‏، ويأخذ بعض الشوارع الخلفية إلى شارع Middlesex (Petticoat Lane) حيث يستمر جنوبًا شرقيًا ثم جنوبًا. ثم تنعطف نحو الجنوب الغربي، عابرة الأقليات بحيث تستبعد برج لندن، ثم تصل إلى نهر التايمز.
تمتد الحدود بعد ذلك حتى منتصف قناة المد المنخفض لنهر التايمز، باستثناء أن جسر بلاكفرايرز (بما في ذلك النهر الموجود أسفله والأرض عند نهايته الجنوبية) هو جزء كامل من المدينة، في حين أن الامتداد و تعد الدعامة الجنوبية لجسر لندن جزءًا من المدينة لبعض الأغراض (وكما هذا جزء من جناح جسر).
تم تحديد الحدود بأعمدة سوداء تحمل شعار المدينة، وبواسطة علامة حدود التنين عند المداخل الرئيسية، مثل هولبورن والطرف الجنوبي لجسر لندن. هناك نصب تذكاري أكثر أهمية يمثل الحدود في تيمبل بار ‏ في شارع فليت.
في بعض الأماكن، يمتد الحي المالي قليلاً إلى ما هو أبعد من الحدود، ولا سيما إلى الشمال والشرق، إلى أحياء لندن مثل تاور هامليتس وهاكني وإيسلينجتون، وبشكل غير رسمي تعتبر هذه المواقع جزءًا من "سكوير مايل". منذ تسعينيات القرن الماضي، أصبحت الحافة الشرقية، الممتدة إلى هاكني وتاور هامليتس، مركزًا بشكل متزايد لمشاريع تطوير المكاتب الكبيرة نظرًا لتوافر المواقع الكبيرة مقارنة داخل المدينة.

### الحدائق والفنون العامة

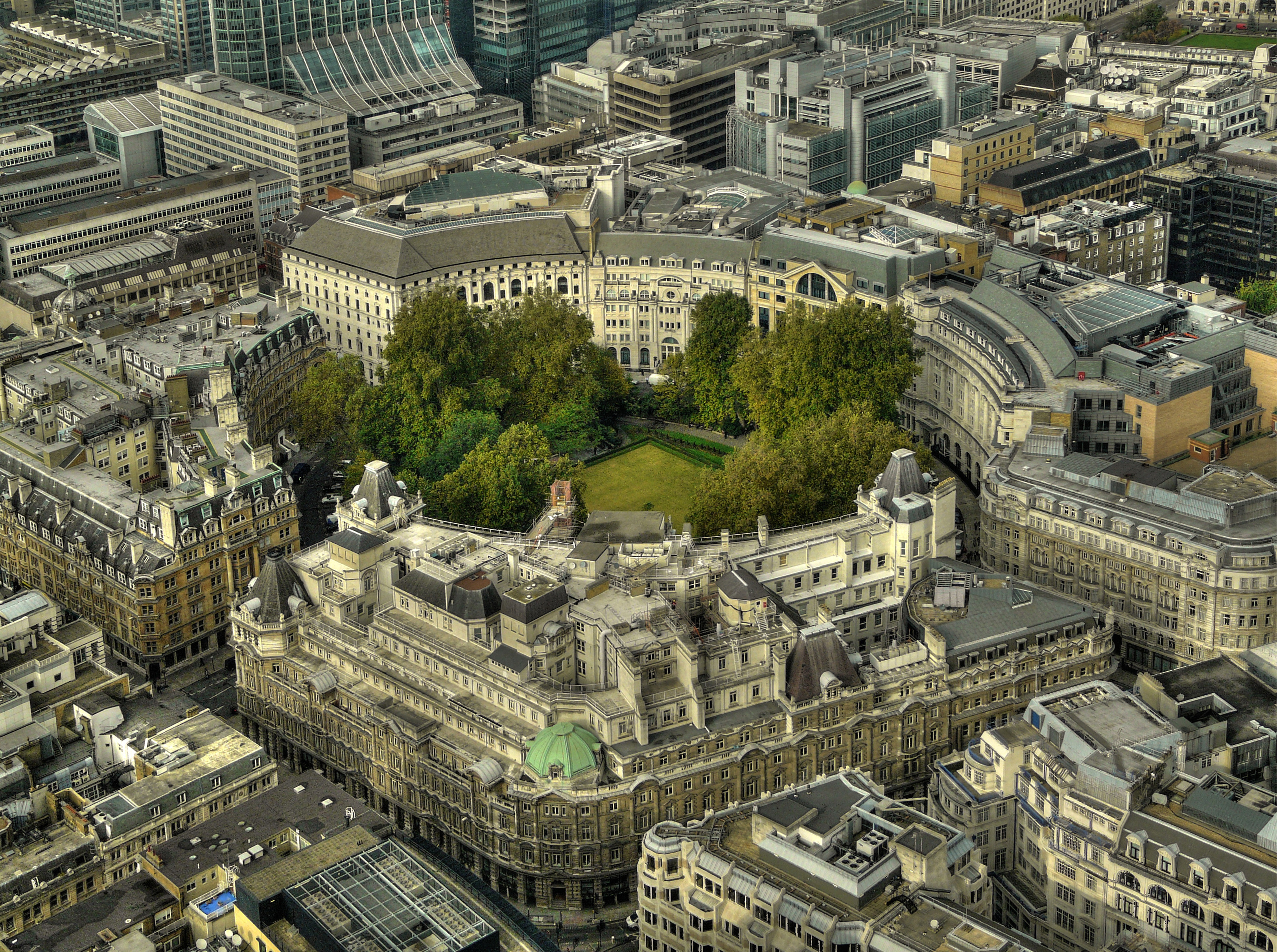
فينسبيري سيركس, أكبر مساحة عامة مفتوحة يمكن رؤيتها من Tower 42

لا يوجد بالمدينة حدائق كبيرة داخل حدودها، ولكن لديها شبكة من عدد كبير من الحدائق والمساحات المفتوحة الصغيرة، والعديد منها تديره الشركة. تتراوح هذه من الحدائق الرسمية مثل تلك الموجودة في سيرك فينسبري، والتي تحتوي على البولينج الأخضر ومنصة الفرقة الموسيقية، إلى ساحات الكنائس مثل شارع سانت أولاف هارت، إلى الميزات المائية والأعمال الفنية في الساحات وممرات المشاة. ومنها:
- حديقة قاعة الحلاقة والجراحين، جدار لندن
- كليري جاردن، شارع الملكة فيكتوريا  [لغات أخرى]‏[52]
- سيرك فينسبري، شارع بلومفيلد/جدار لندن/مورجيت
- حديقة اليوبيل، هاوندسديتش  [لغات أخرى]‏
- حديقة شارع بورتسوكين، شارع بورتسوكين/غودمانز يارد
- حديقة بوستمان، بريطانيا الصغيرة  [لغات أخرى]‏
- حديقة سيثينج لين، سيثينج لين
- سانت دونستان في الشرق، تل سانت دونستان
- سانت ماري ألدرمانبري، ألدرمانبري
- باحة كنيسة شارع سانت أولاف هارت، سيثينج لين
- باحة كنيسة القديس بولس كاتدرائية القديس بولس
- حديقة ويست سميثفيلد، غرب سميثفيلد
- حدائق ويتينغتون، شارع الكلية

يوجد عدد من الحدائق الخاصة والمساحات المفتوحة، غالبًا داخل أفنية المشاريع التجارية الأكبر. اثنان من أكبرها هما نزلي المعبد الداخلي والمعبد الأوسط، في أقصى الجنوب الغربي. يتم تقييم نهر التايمز والممرات على ضفاف النهر بشكل متزايد كمساحة مفتوحة، وفي السنوات الأخيرة بُذلت جهود لزيادة قدرة المشاة على الوصول والمشي على طول النهر.

### المناخ
كانت أقرب محطة طقس تاريخيًا هي مركز طقس لندن في Kingsway/ هولبورن، على الرغم من توقف عمليات الرصد في عام 2010. ويقدم الآن St. James Park أقرب القراءات الرسمية.
يوجد بالمدينة المناخ المحيطي (حسب تصنيف كوبن) تم تعديله بواسطة جزيرة حرارية حضرية في وسط لندن. يؤدي هذا عمومًا إلى ارتفاع الحد الأدنى لوقت الليل مقارنة بالمناطق النائية. على سبيل المثال، متوسط شهر أغسطس الحد الأدنى لـ 14.7 °م (58.5 °ف) يقارن بالشكل 13.3 °م (55.9 °ف) لغرينتش وهيثرو بينما هو 11.6 °م (52.9 °ف) في ويسلي  في منتصف عدة أميال مربعة من الحزام الأخضر المتروبوليتان. تشير جميع الأرقام إلى فترة المراقبة 1971-2000.
وبناء على ذلك، تحمل محطة الطقس الرقم القياسي لأدفأ درجة حرارة دنيا ليلاً في المملكة المتحدة، 24.0 °م (75.2 °ف)، المسجلة في 4 أغسطس 1990. الحد الأقصى هو 37.6 °م (99.7 °ف)، تم تعيينه في 10 أغسطس 2003. الحد الأدنى المطلق لحالة الطقس المحطة هي مجرد
، مقارنة بالقراءات حول
باتجاه أطراف لندن. على غير العادة، كانت درجة الحرارة هذه خلال موجة برد عاصفة ومثلجة (منتصف يناير 1987)، وليس في ليلة باردة صافية، حيث يتم إيقاف تصريف الهواء البارد بسبب المنطقة الحضرية الشاسعة المحيطة بالمدينة.
تحمل المحطة الرقم القياسي لأعلى متوسط درجة حرارة شهرية في بريطانيا، 24.5 °م (76.1 °ف) (متوسط الحد الأقصى {{حول|29.2|C|F} }، يعني الحد الأدنى
خلال شهر يوليو 2006). ومع ذلك، فيما يتعلق بدرجات الحرارة القصوى أثناء النهار، Cambridge NIAB والحدائق النباتية بمتوسط أقصى قدره 29.1 °م (84.4 °ف)، وهيثرو مع 29.0 °م (84.2 °ف) جميعها تجاوزت هذا.
| البيانات المناخية لـLondon Weather Centre 1971–2000, 43 m asl | البيانات المناخية لـLondon Weather Centre 1971–2000, 43 m asl | البيانات المناخية لـLondon Weather Centre 1971–2000, 43 m asl | البيانات المناخية لـLondon Weather Centre 1971–2000, 43 m asl | البيانات المناخية لـLondon Weather Centre 1971–2000, 43 m asl | البيانات المناخية لـLondon Weather Centre 1971–2000, 43 m asl | البيانات المناخية لـLondon Weather Centre 1971–2000, 43 m asl | البيانات المناخية لـLondon Weather Centre 1971–2000, 43 m asl | البيانات المناخية لـLondon Weather Centre 1971–2000, 43 m asl | البيانات المناخية لـLondon Weather Centre 1971–2000, 43 m asl | البيانات المناخية لـLondon Weather Centre 1971–2000, 43 m asl | البيانات المناخية لـLondon Weather Centre 1971–2000, 43 m asl | البيانات المناخية لـLondon Weather Centre 1971–2000, 43 m asl | البيانات المناخية لـLondon Weather Centre 1971–2000, 43 m asl |
| الشهر                                                         | يناير                                                         | فبراير                                                        | مارس                                                          | أبريل                                                         | مايو                                                          | يونيو                                                         | يوليو                                                         | أغسطس                                                         | سبتمبر                                                        | أكتوبر                                                        | نوفمبر                                                        | ديسمبر                                                        | المعدل السنوي                                                 |
| ------------------------------------------------------------- | ------------------------------------------------------------- | ------------------------------------------------------------- | ------------------------------------------------------------- | ------------------------------------------------------------- | ------------------------------------------------------------- | ------------------------------------------------------------- | ------------------------------------------------------------- | ------------------------------------------------------------- | ------------------------------------------------------------- | ------------------------------------------------------------- | ------------------------------------------------------------- | ------------------------------------------------------------- | ------------------------------------------------------------- |
| متوسط درجة الحرارة الكبرى °م (°ف)                             | 8.3 (46.9)                                                    | 8.5 (47.3)                                                    | 11.1 (52.0)                                                   | 13.5 (56.3)                                                   | 17.1 (62.8)                                                   | 20.0 (68.0)                                                   | 22.6 (72.7)                                                   | 22.5 (72.5)                                                   | 19.3 (66.7)                                                   | 15.3 (59.5)                                                   | 11.2 (52.2)                                                   | 9.1 (48.4)                                                    | 14.9 (58.8)                                                   |
| متوسط درجة الحرارة الصغرى °م (°ف)                             | 3.7 (38.7)                                                    | 3.4 (38.1)                                                    | 5.0 (41.0)                                                    | 6.4 (43.5)                                                    | 9.4 (48.9)                                                    | 12.3 (54.1)                                                   | 14.6 (58.3)                                                   | 14.7 (58.5)                                                   | 12.5 (54.5)                                                   | 9.6 (49.3)                                                    | 6.2 (43.2)                                                    | 4.7 (40.5)                                                    | 8.5 (47.4)                                                    |
| المصدر: yr.no                                                 |                                                               |                                                               |                                                               |                                                               |                                                               |                                                               |                                                               |                                                               |                                                               |                                                               |                                                               |                                                               |                                                               |

## الاقتصاد

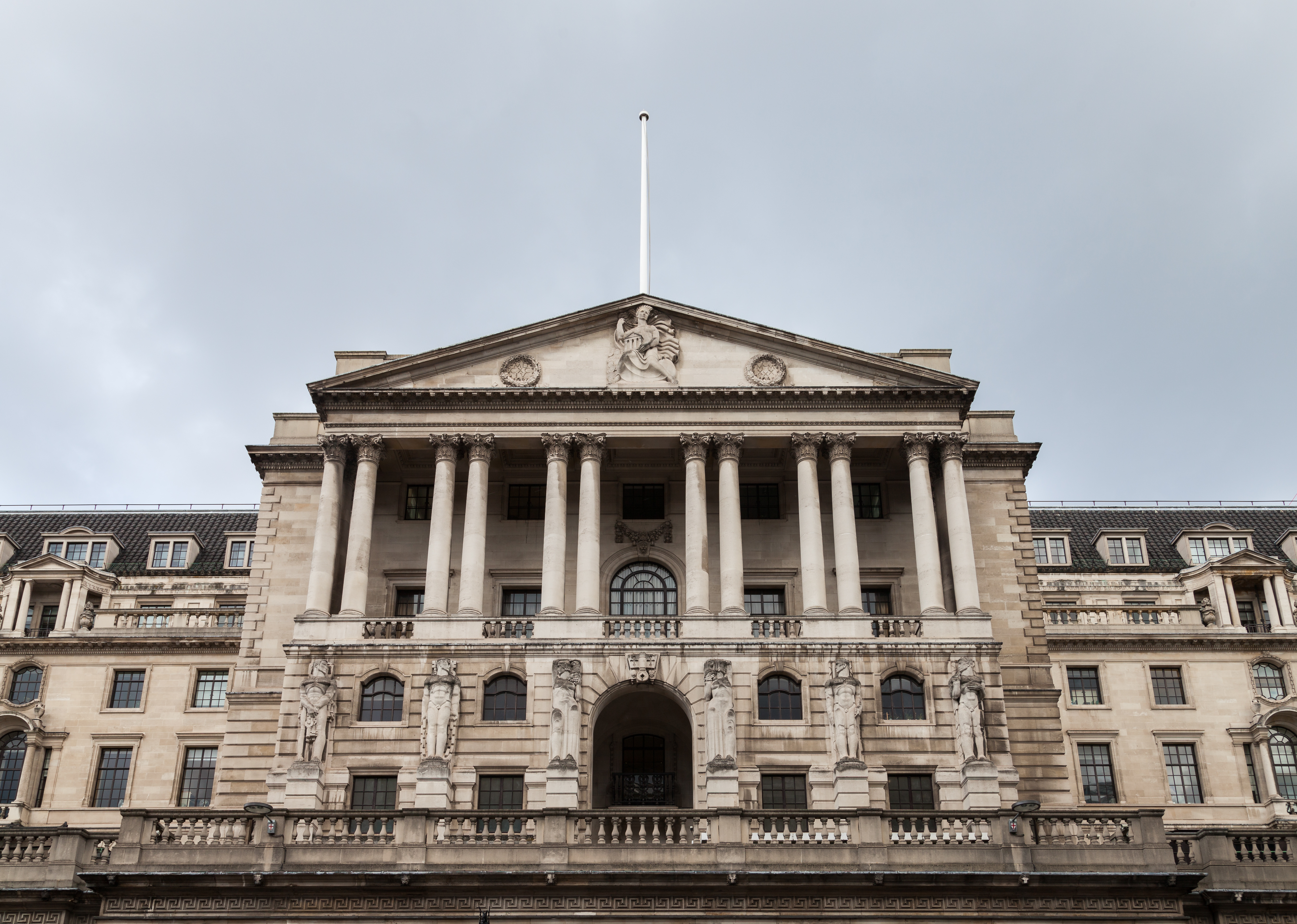
بنك إنجلترا في Threadneedle Street, هو البنك المركزي للمملكة المتحدة.

تتنافس مدينة لندن مع مدينة نيويورك وسط مدينة مانهاتن باعتبارها العاصمة المالية للعالم. إن بورصة لندن (الأسهم والسندات)، ولويدز لندن (شركة تأمين) وبنك إنجلترا هي جميعها مقرها في المدينة. أكثر من 500 بنك لديهم مكاتب في المدينة. يعد سوق الاستثمار البديل، وهو سوق للتداول في الأسهم للشركات الصغيرة، تطور حديثًا. في عام 2009، كانت مدينة لندن تمثل 2.4% من الناتج المحلي الإجمالي في المملكة المتحدة.
وصفت رويترز سوق الصرف الأجنبي في لندن بأنه "جوهرة التاج للقطاع المالي في لندن". ومن إجمالي حجم التداول العالمي اليومي البالغ 3.98 تريليون دولار، كما تم قياسه في عام 2009، بلغت قيمة التداول في لندن حوالي 1.85 تريليون دولار، أو 46.7% من الإجمالي. الجنيه الإسترليني، عملة المملكة المتحدة، هو رابع أكثر العملات تداولًا على مستوى العالم ورابع أكثر العملات الاحتياطية الاحتفاظ بها.
أصبح كناري وارف، الذي يقع على بعد أميال قليلة شرق المدينة في تاور هامليتس، والذي يضم العديد من البنوك والمؤسسات الأخرى التي كانت تقع سابقًا في سكوير مايل، منذ عام 1991 مركزًا آخر لصناعة الخدمات المالية في لندن. على الرغم من استمرار النمو في كلا الموقعين،[مبهم] وكانت هناك عمليات نقل في كلا الاتجاهين، فقد أدركت المؤسسة أن سياسات التخطيط الخاصة بها ربما تسببت في اختيار الشركات المالية لكناري وارف كموقع.[بحاجة لمصدر]
عام 2022 مُنح 12.3% من المقيمين في مدينة لندن وضع غير مقيم لتجنب دفع الضرائب في المملكة المتحدة.

### المقرات الرئيسية للشركات

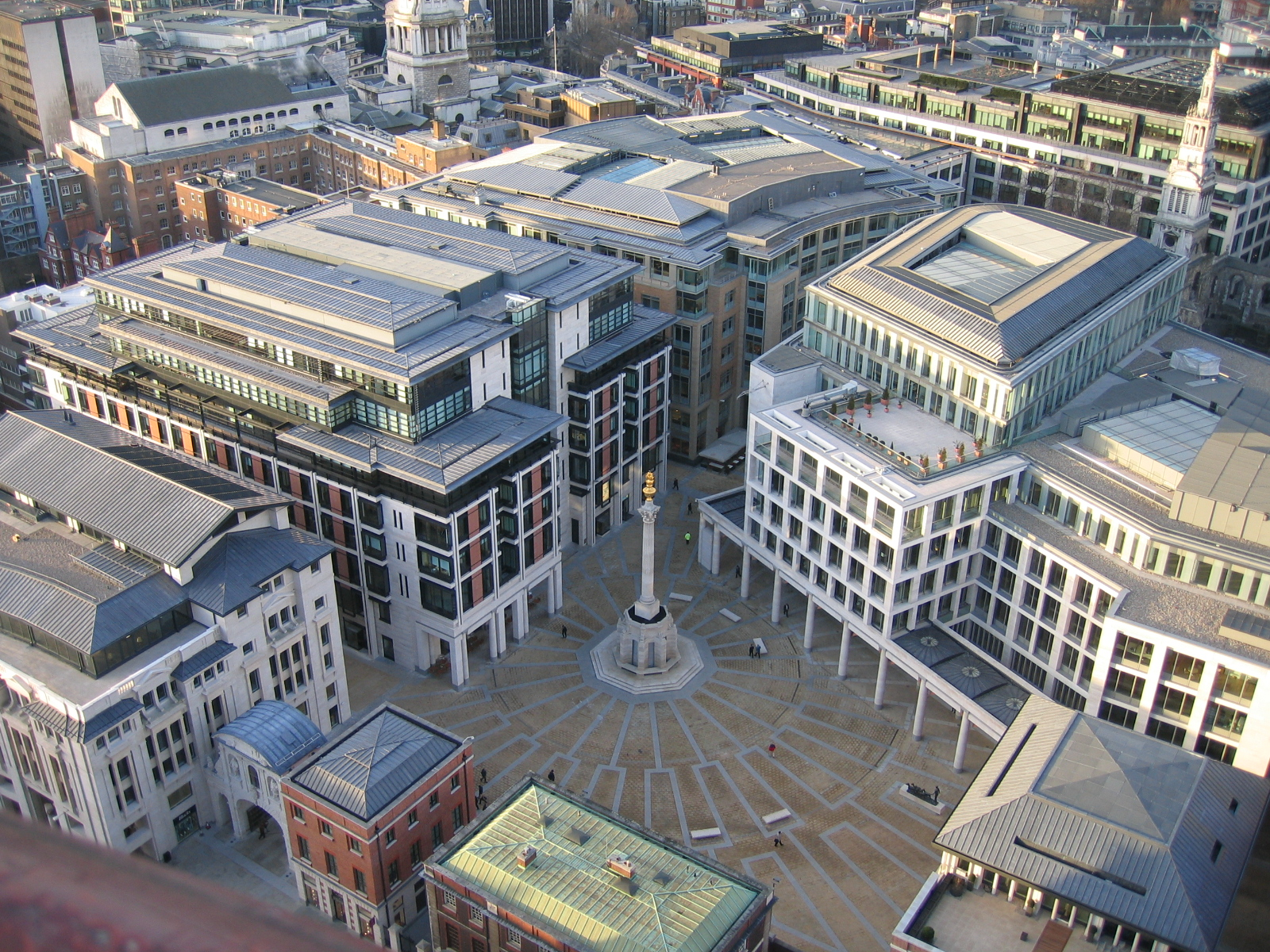
Paternoster Square, منذ عام 2004 مقرها في سوق لندن للأوراق المالية

يقع مقر العديد من الشركات العالمية الكبرى في مدينة لندن، بما في ذلك أفيفا، مجموعة بي تي, مجموعة لويدز المصرفية, Quilter، بريودينتيال, Schroders, ستاندرد تشارترد, و يونيليفر.
يقع المقر الرئيسي لعدد من أكبر شركات المحاماة في العالم في المدينة، بما في ذلك أربع من شركات المحاماة" Magic Circle ‏" (Allen & Overy، Freshfields Bruckhaus Deringer، Linklaters وSlaughter & May), بالإضافة إلى شركات أخرى مثل Ashurst LLP، DLA Piper، Eversheds Sutherland، Herbert Smith Freehills and هوغن لوفلز ‏.

### قطاعات أخرى

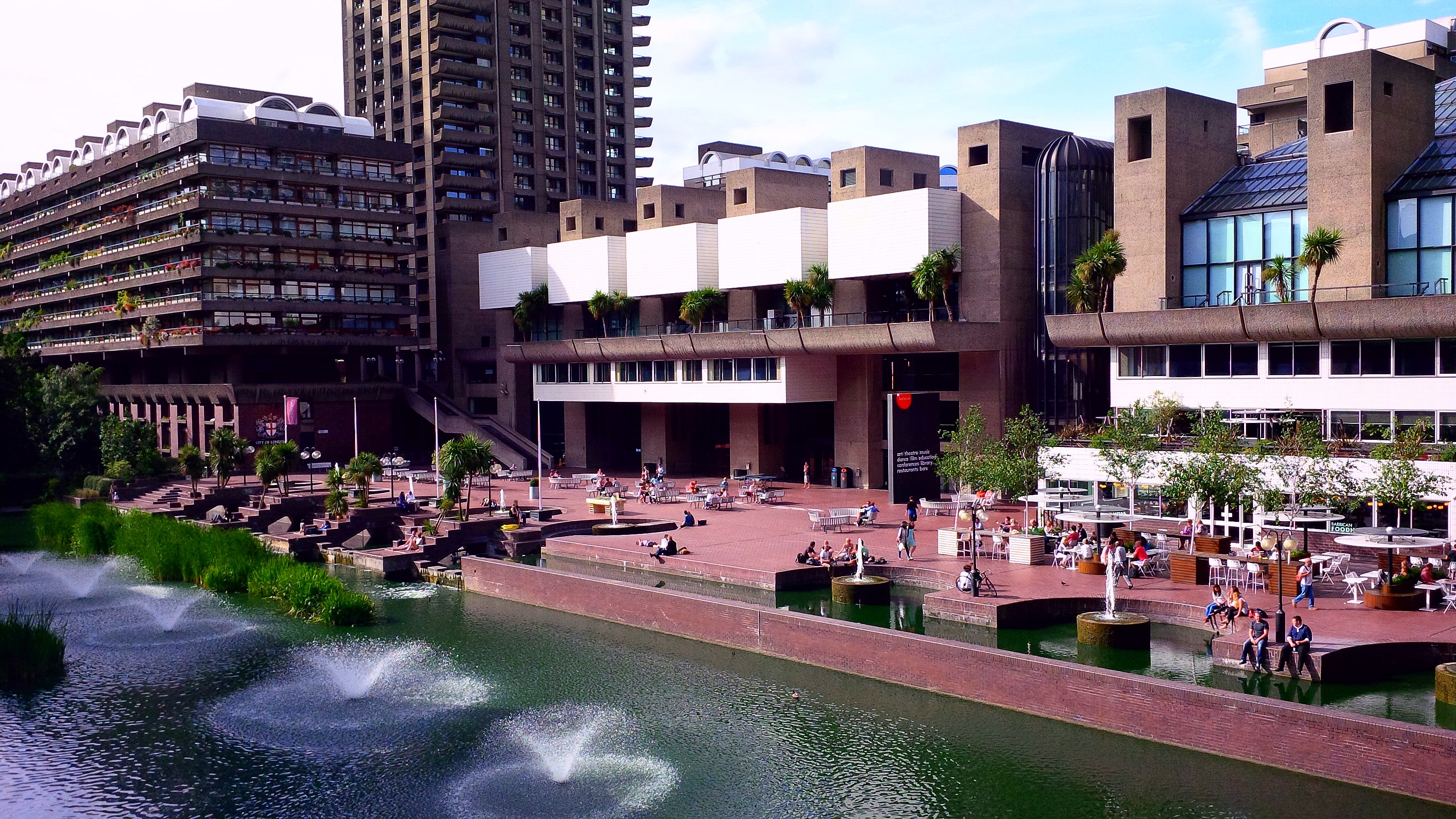
مركز باربيكان

وبينما يستمر القطاع المالي والشركات والمؤسسات ذات الصلة في الهيمنة، فإن الاقتصاد لا يقتصر على هذا القطاع. تتمتع مهنة المحاماة بحضور قوي، خاصة في الغرب والشمال (أي باتجاه نزل المحكمة). كانت شركات البيع بالتجزئة ذات يوم مهمة، ولكنها انتقلت تدريجيًا إلى ويست إند أوف لندن، على الرغم من أن سياسة الشركة الآن هي تشجيع البيع بالتجزئة في بعض المواقع، على سبيل المثال في Cheapside بالقرب من سانت بول. تحتوي المدينة على عدد من مناطق الجذب للزوار، تعتمد بشكل أساسي على تراثها التاريخي بالإضافة إلى مركز باربيكان ومتحف لندن المجاور، على الرغم من أن السياحة ليست في الوقت الحاضر مساهمًا رئيسيًا في اقتصاد المدينة أو طابعها. . يوجد بالمدينة العديد من الحانات والبارات والمطاعم، كما يوجد الاقتصاد "الليلي" في منطقة بيشوبس جيت ‏، باتجاه شورديتش ‏. لا يزال سوق اللحوم في سميثفيلد، الموجود بالكامل داخل المدينة، أحد الأسواق الرئيسية في لندن (السوق الوحيد المتبقي في وسط لندن) وأكبر اللحوم في البلاد. في الشرق يوجد سوق ليدنهال، وهو سوق للأطعمة الطازجة يعد أيضًا نقطة جذب للزوار.